# 訓誡
訓誡（英語：admonition）是蘇格蘭法律中最輕的懲罰，意即犯罪者已被裁斷有罪或已認罪，但因違犯行為輕微，不處以罰款，而是處以口頭警告，定罪仍予以記錄。
該處置相當於無條件釋放，只是在許多司法管轄區，無條件釋放不留定罪記錄。
《1974年罪犯自新法令》沒有為訓誡訂立披露期，故視為立即喪失時效。

## 宗教訓誡
在歸正宗教會中，訓誡是教會紀律中的一種正式程序。屢次受訓誡而不予改正者可逐出教會。